# Saint-Amand-Jartoudeix
Saint-Amand-Jartoudeix – miejscowość i gmina we Francji, w regionie Nowa Akwitania, w departamencie Creuse.
Według danych na rok 1990 gminę zamieszkiwało 236 osób, a gęstość zaludnienia wynosiła 13 osób/km² (wśród 747 gmin Limousin Saint-Amand-Jartoudeix plasuje się na 403. miejscu pod względem liczby ludności, natomiast pod względem powierzchni na miejscu 382.).